# Filmografie Matta Damona
Toto je filmografie Matta Damona.

## Filmy
| Rok  | Název                                               | Role                             | Poznámky                    |
| ---- | --------------------------------------------------- | -------------------------------- | --------------------------- |
| 1988 | Mystic Pizza                                        | Steamer                          |                             |
| 1988 | Být dobrou matkou                                   | Komparz                          |                             |
| 1989 | Hřiště snů                                          | Kluk ve Fenway Parku             |                             |
| 1992 | Školní vázánky                                      | Charlie Dillon                   |                             |
| 1993 | Geronimo                                            | Britton Davis                    |                             |
| 1996 | Glory Daze                                          | Edgar Pudwhacker                 |                             |
| 1996 | Odvaha pod palbou                                   | specialista Ilario               |                             |
| 1997 | Dobrý Will Hunting                                  | Will Hunting                     | také scenárista             |
| 1997 | Vyvolávač deště                                     | Rudy Baylor                      |                             |
| 1997 | Hledám Amy                                          | Shawn Oran                       | Cameo                       |
| 1998 | Hráči                                               | Mike McDermott                   |                             |
| 1998 | Zachraňte vojína Ryana                              | vojín James Francis Ryan         |                             |
| 1999 | Talentovaný pan Ripley                              | Tom Ripley                       |                             |
| 1999 | Dogma                                               | Loki                             |                             |
| 2000 | Osudové setkání                                     | Steven Sanderson                 | Cameo                       |
| 2000 | Krása divokých koní                                 | John Grady Cole                  |                             |
| 2000 | Legenda o slavném návratu                           | Rannulph Junuh                   |                             |
| 2000 | Titan A.E.                                          | Cale Tucker                      | Hlas                        |
| 2001 | Majestic                                            | Luke Trimble                     | Pouze hlas                  |
| 2001 | Dannyho parťáci                                     | Linus Caldwell                   |                             |
| 2001 | Jay a Mlčenlivej Bob vrací úder                     | Sám sebe                         | Cameo                       |
| 2002 | Milujte svého zabijáka                              | Matt, bachelor #2                | Cameo                       |
| 2002 | Agent bez minulosti                                 | Jason Bourne                     |                             |
| 2002 | Spirit – divoký hřebec                              | Spirit                           |                             |
| 2002 | Gerry                                               | Gerry                            | také scenárista             |
| 2002 | Ukradené léto                                       | —                                | producent                   |
| 2002 | Pomoc!!! Já mám rande                               | Kevin                            | Cameo                       |
| 2003 | Bratři jak se patří                                 | Bob Tenor                        |                             |
| 2004 | Howard Zinn: You Can't Be Neutral on a Moving Train | Vypravěč (hlas)                  |                             |
| 2004 | Dannyho parťáci 2                                   | Linus Caldwell                   |                             |
| 2004 | Bournův mýtus                                       | Jason Bourne                     |                             |
| 2004 | Táta na plný úvazek                                 | pracovník v public relations     | Cameo                       |
| 2004 | Eurotrip                                            | Donny                            | Cameo                       |
| 2005 | Syriana                                             | Bryan Woodman                    |                             |
| 2005 | Kletba bratří Grimmů                                | Will (Wilhelm) Grimm             |                             |
| 2006 | Kauza CIA                                           | Edward Wilson                    |                             |
| 2006 | Skrytá identita                                     | seržant Colin Sullivan           |                             |
| 2007 | Dannyho parťáci 3                                   | Linus Caldwell                   |                             |
| 2007 | Bourneovo ultimátum                                 | Jason Bourne                     |                             |
| 2007 | Youth Without Youth                                 | Ted Jones, vedoucí magazínu Life | Cameo                       |
| 2008 | Che Guevara: Partyzánská válka                      | Fr. Schwarz                      | Cameo                       |
| 2009 | Ponyo z útesu nad mořem                             | Koichi (hlas)                    | anglický dabing             |
| 2009 | Informátor!                                         | Mark Whitacre                    |                             |
| 2009 | Invictus: Neporažený                                | Francois Pienaar                 |                             |
| 2009 | The People Speak                                    | Sám sebe                         | také producent              |
| 2010 | Zelená zóna                                         | Roy Miller                       |                             |
| 2010 | Finanční krize                                      | Vypravěč                         |                             |
| 2010 | Život po životě                                     | George Lonegan                   |                             |
| 2010 | Opravdová kuráž                                     | La Boeuf                         |                             |
| 2011 | Správci osudu                                       | David Norris                     |                             |
| 2011 | Nákaza                                              | Mitch Emhoff                     |                             |
| 2011 | Margaret                                            | Aaron Caije                      |                             |
| 2011 | Happy Feet 2                                        | Bill Krill                       |                             |
| 2011 | Koupili jsme ZOO                                    | Benjamin Mee                     |                             |
| 2012 | Země naděje                                         | Steve Butler                     | také scenárista a producent |
| 2013 | House of Lies                                       | Sám sebe                         |                             |
| 2013 | Liberace!                                           | Scott Thorson                    |                             |
| 2013 | Elysium                                             | Max                              |                             |
| 2013 | The Zero Theorem                                    | Management                       |                             |
| 2013 | Památkáři                                           | James Rorimer                    |                             |
| 2014 | Interstellar                                        | Dr. Mann                         |                             |
| 2014 | Roky nebezpečného života                            | Sám sebe                         |                             |
| 2015 | Marťan                                              | Mark Watney                      |                             |
| 2016 | Jason Bourne                                        | Jason Bourne/ David Webb         | také producent              |
| 2016 | Místo u moře                                        | —                                | producent                   |
| 2016 | Velká čínská zeď                                    | William Garin                    |                             |
| 2017 | Zmenšování                                          | Paul Safranek                    |                             |
| 2017 | Suburbicon: Temné předměstí                         | Gardner Lodge                    |                             |
| 2017 | Thor: Ragnarok                                      | Loki – herec                     | cameo                       |
| 2018 | Debbie a její parťačky                              | Linus Caldwell                   |                             |
| 2018 | Deadpool 2                                          | Rednack #1                       | cameo                       |
| 2018 | Nepříčetná                                          | detektiv Ferguson                | cameo                       |
| 2019 | Jay a mlčenlivý Bob: Přeprc                         | Loki                             | cameo                       |
| 2019 | Le Mans '66                                         | Carroll Shelby                   |                             |
| 2021 | Žádné prudké pohyby                                 | Mike Lowen / Pan Velký           | nekreditovaná role          |
| 2021 | Stillwater                                          | Bill Baker                       |                             |
| 2021 | Poslední souboj                                     | Jean de Carrouges                | také scenárista a producent |
| 2022 | Thor: Láska jako hrom                               | herec Loki                       |                             |
| 2023 | Oppenheimer                                         | Leslie Groves                    |                             |
| 2023 | Witness for the Prosecution                         | —                                | producent                   |
| 2023 | Air: Zrození legendy                                | Sonny Vaccaro                    | také scenárista a producent |
| 2024 | Imaginární přátelé                                  | Slůňa (hlas)                     |                             |

## Televize
| Rok             | Název                                               | Role                                 | Poznámky                                  |
| --------------- | --------------------------------------------------- | ------------------------------------ | ----------------------------------------- |
| 1990            | Jeho syn                                            | Charlie Robinson                     | TV film                                   |
| 1995            | Sympaťáci                                           | Cotton Calloway                      | TV film                                   |
| 2001–2005, 2015 | Projekt Greenlight                                  | Sám sebe                             | výkonný producent                         |
| 2002            | Push, Nevada                                        | —                                    | výkonný producent                         |
| 2002            | The Bernie Mac Show                                 | Sám sebe                             | díl: „Keep It on the Short Grass“         |
| 2002            | Will a Grace                                        | Owen                                 | díl: „Jak je důležité býti gayem“         |
| 2002, 2018      | Saturday Night Live                                 | Sám sebe/ moderátor/ Brett Kavanaugh | 3 díly                                    |
| 2003–2014       | Journey to Planet Earth                             | vypravěč                             | dokument, 9 dílů                          |
| 2006–dosud      | Jimmy Kimmel Live!                                  | Sám sebe                             | 26 dílů                                   |
| 2007            | Arthur                                              | Sám sebe (hlas)                      | díl: „The Making of Arthur/Dancing Fools“ |
| 2009            | Vincentův svět                                      | Sám sebe                             | díl: „Stačí trochu dát“                   |
| 2009            | The People Speak                                    | Vypravěč                             | dokument, výkonný producent               |
| 2010            | Cubed                                               | Sám sebe                             | díl: „Welcome Matt Damon“                 |
| 2010–2011       | Studio 30 Rock                                      | Carol Burnnet                        | 4 díly                                    |
| 2013            | Profesionální lháři                                 | Sám sebe                             | díl: „Damonschildren.org“                 |
| 2014            | Roky nebezpečného života                            | Sám sebe                             | dokument, díl: „A Dangerous Future“       |
| 2015            | Cesta do vyšší společnosti                          | TV film, výkonný producent           | TV film, výkonný producent                |
| 2016            | The Runner                                          | —                                    | výkonný producent                         |
| 2016            | Incorporated                                        | —                                    | výkonný producent                         |
| 2019            | Město na kopci                                      | —                                    | výkonný producent                         |
| bude oznámeno   | The Green Beret's Guide to Surviving the Apocalypse | —                                    | výkonný producent                         |